# Taffeland
Taffeland (taksonomisk: Aythya ferina) er en and af andefugle. Den når en længde på 42-49 cm med et vingefang på 72-82 cm. Fuglen er almindelig i Danmark som trækfugl og vintergæst, men fåtallig som ynglefugl. Taffelanden er vurderet som sårbar på både den danske og internationale rødliste.